# Justin Bour
Pour les articles homonymes, voir Bour.
Justin James Bour (né le 28 mai 1988 à Centreville, Virginie, États-Unis) est un ancien joueur de premier but ayant évolué dans la Ligue majeure de baseball de 2014 à 2020.

## Carrière
Joueur des Patriots de l'université George Mason, Justin Bour est repêché au 25e tour de sélection par les Marlins de Miami en 2009. Ce joueur de premier but fait ses débuts dans le baseball majeur le 5 juin 2014 comme frappeur désigné des Marlins lors d'une visite aux Rays de Tampa Bay. Dans ce premier match en carrière, il produit un point et frappe deux coups sûrs, dont son tout premier face au lanceur Jake Odorizzi.
Le 17 mai 2015, Bour brise le match sans point ni coup sûr de Shelby Miller des Braves d'Atlanta en réussissant un simple après deux retraits en fin de 9e manche à Miami. Avec 9 circuits et 25 points produits dans les 26 derniers matchs de la saison régulière, Justin Bour est élu meilleure recrue du mois de septembre 2015 dans la Ligue nationale. Avec une première saison complète de 23 circuits et 73 points produits en 129 matchs joués, Bour termine 5e du vote annuel désignant la recrue de l'année dans la Ligue nationale.
Il participe au concours de coups de circuit à Miami, sur le terrain des Marlins, le jour précédant le match des étoiles 2017. Il est battu en premier ronde par l'éventuel vainqueur de cette compétition amicale, Aaron Judge.